# Городское поселение Раменское
Городско́е поселе́ние Ра́менское — упразднённое муниципальное образование (городское поселение) в Раменском муниципальном районе Московской области России.
Было расположено в северной его части. Крупнейший населённый пункт — город Раменское.

## История
Образовано в 2005 году, включило город Раменское и деревню Дергаево позже упразднённого Сафоновского сельского округа.

## География
Общая площадь — 6918 га.

## Население
| 2007     | 2008     | 2009     | 2010     | 2011     | 2012     | 2013     |
| -------- | -------- | -------- | -------- | -------- | -------- | -------- |
| 83 152   | ↗83 478  | ↗84 421  | ↗98 313  | ↗101 174 | →101 174 | ↗102 861 |
| 2014     | 2015     | 2016     | 2017     | 2018     | 2019     |          |
| ↗105 216 | ↗108 401 | ↗111 878 | ↗115 206 | ↗118 331 | ↗122 157 |          |

## Состав городского поселения
| № | Населённый пункт | Тип населённого пункта        | Население |
| - | ---------------- | ----------------------------- | --------- |
| 1 | Дергаево         | деревня                       | →2254     |
| 2 | Раменское        | город, административный центр | ↘113 897  |